# Мавас

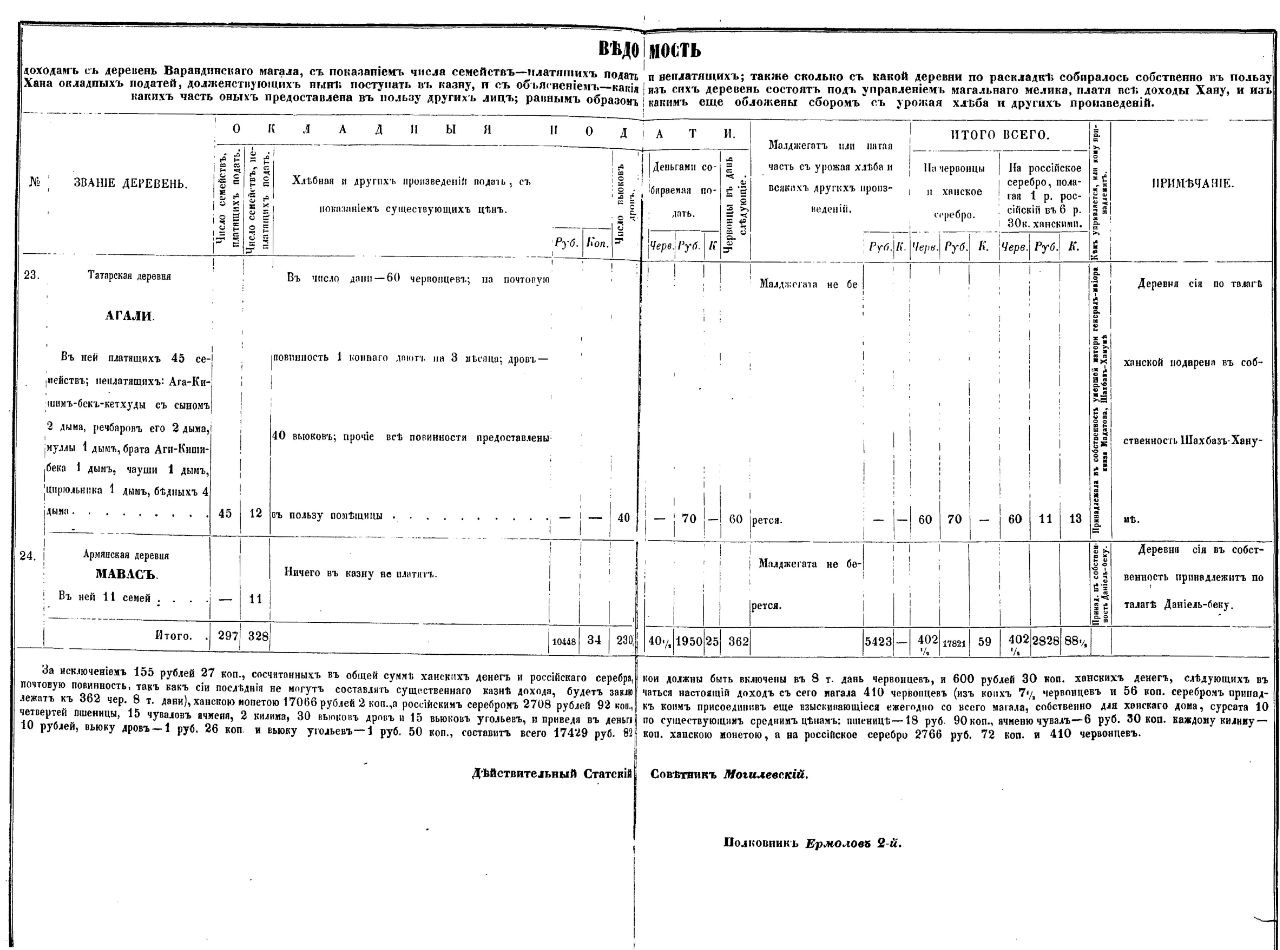
Даниель-Бек хозяин Мавас. Налоговая ведомость

Мавас (азерб. Mavas) — упразднённое село на территории Ходжавендского района Азербайджана.

## Этимология
Село получило название от названия горы Мавас. В источнике упоминается название горы «Мавас-Хирхан». Эта гора упоминается под именем Мивс в произведении История страны Алуанк (Кавказская Албания). В персидском языке меве (перс. ماواس, азерб. məvə) означает «остановка», «убежище».
Согласно Энциклопедическому словарю топонимов Азербайджана, с тюркского языка мавас означает «голубоглазый, блондин», и предполагается что этот ойконим является этнотопонимом.

## География
Территория бывшего села расположена на берегу реки Кенделанчай.

## История

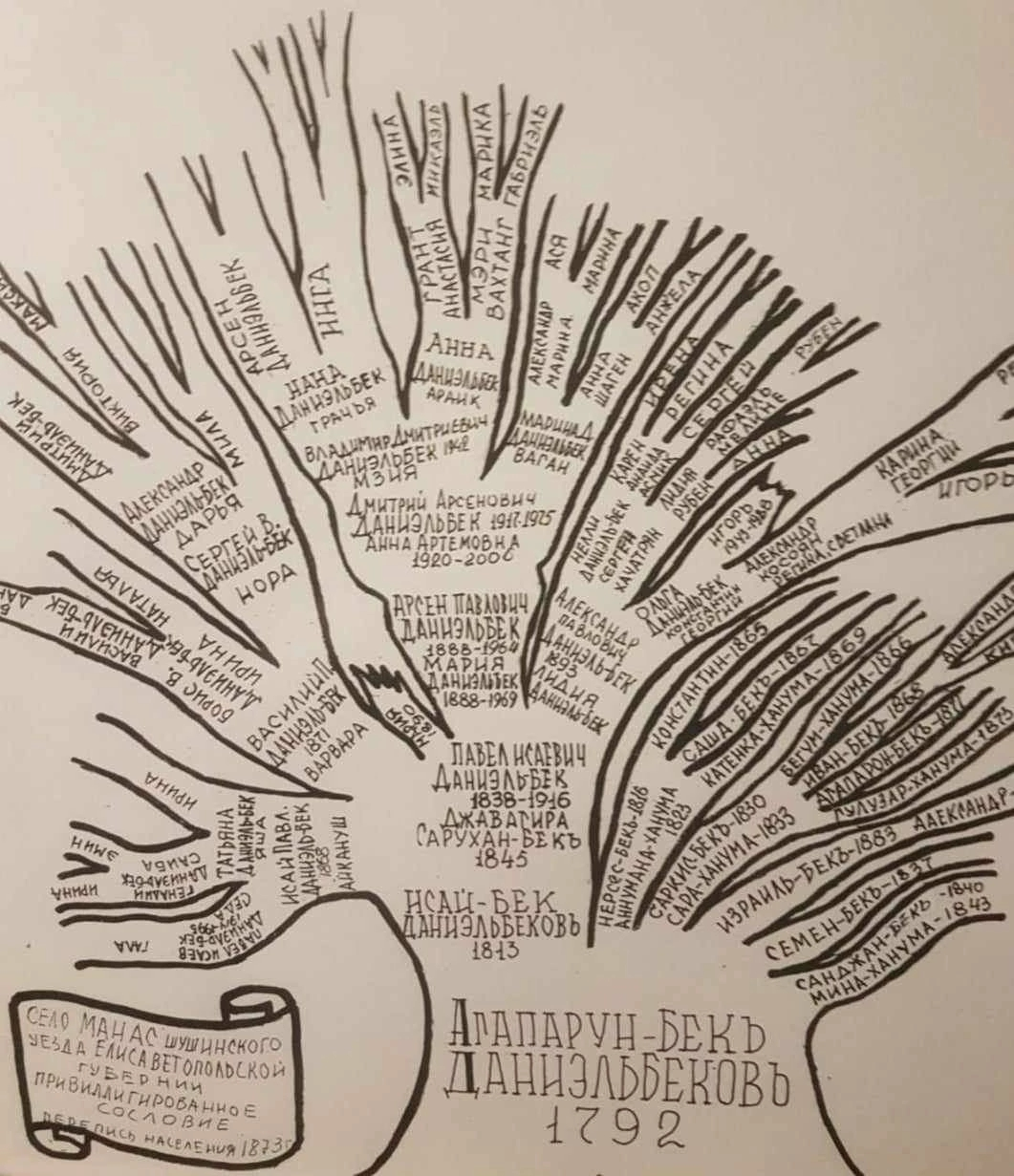
Родословное древо Даниель-Бек из села Мавас. По переписи населения от 1875 года

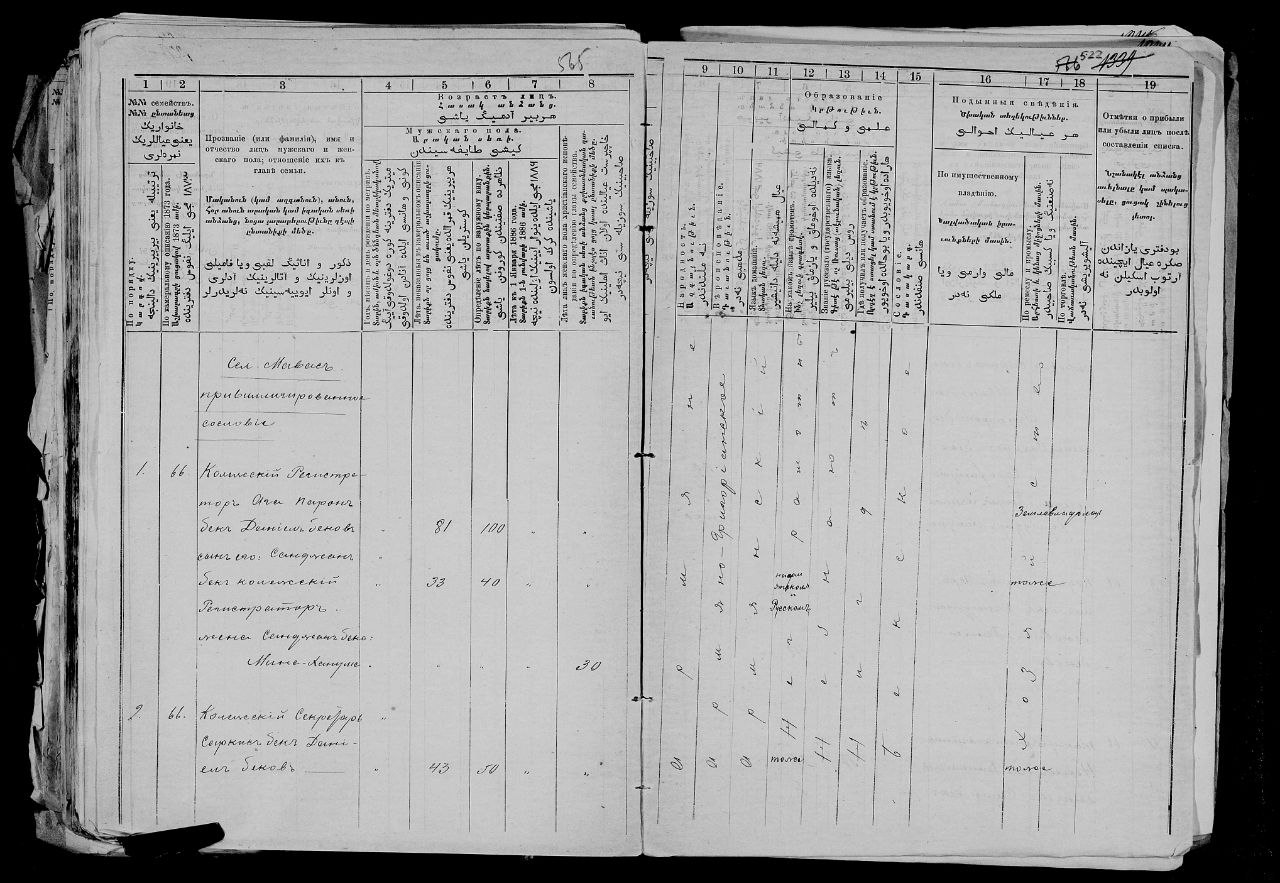
Посемейная перепись населения 1 1886 Мавас

Территория бывшего села расположена у подножия горы Мавас, где поселились семьи из села Чилябюрт Агдеринского района. По другой информации это село было заселено армянами из провинции Диярбакыр (Турция).
До вхождения в состав Российской империи село входило в магал Варанда и Кочиз Карабахского ханства.
Епископ Армянской Апостольской церкви Макар Бархударянц пишет про Мавас:
— «Жители из Джраберда (ныне село Чилябюрт Агдеринского района), дымов 34, душ — 191. Церковь Трёх отроков построена на средства жены Овсеп-бека Мелик-Шахназаряна в 1854 году».
В книге II Hator упоминается другая дата:
— «Одна из представительниц этого же рода (Мелик-Шахназарянов) взяла на себя расходы на строительство церкви в селе Мавас в 1859 году».

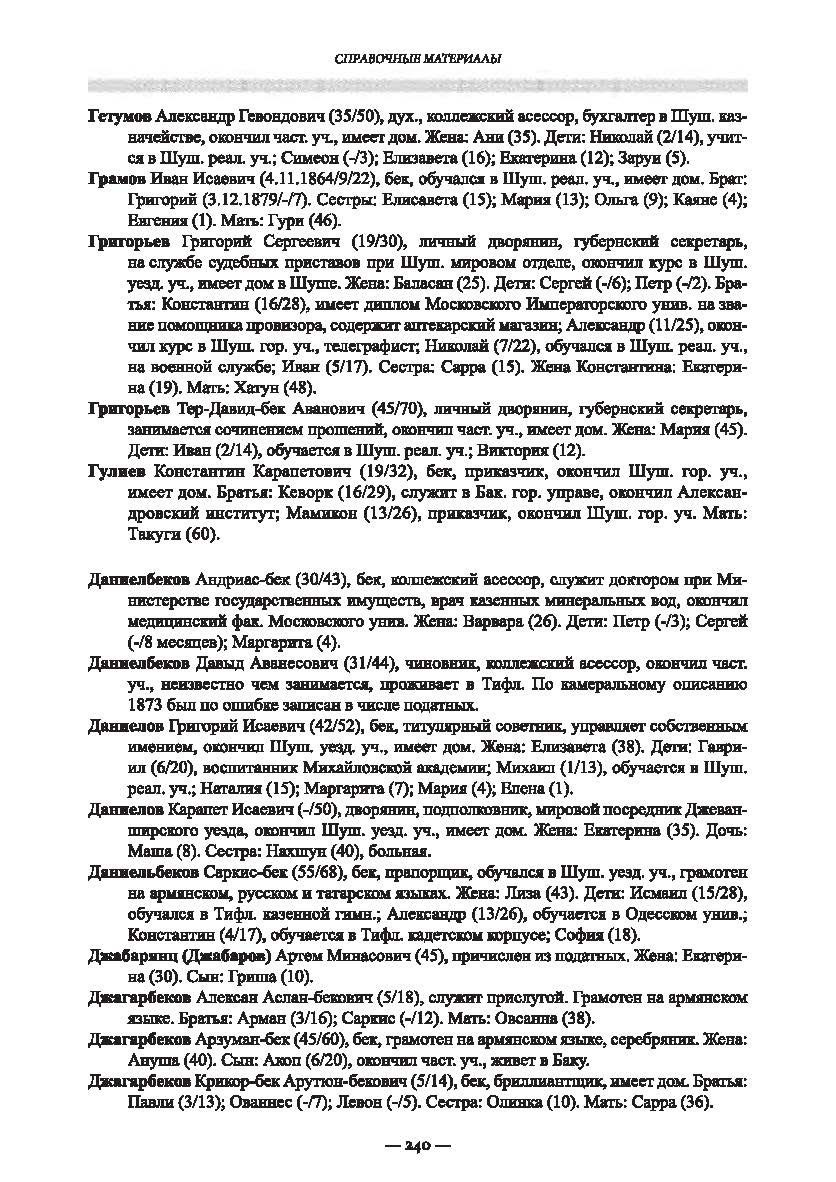
Дворянство Шуши

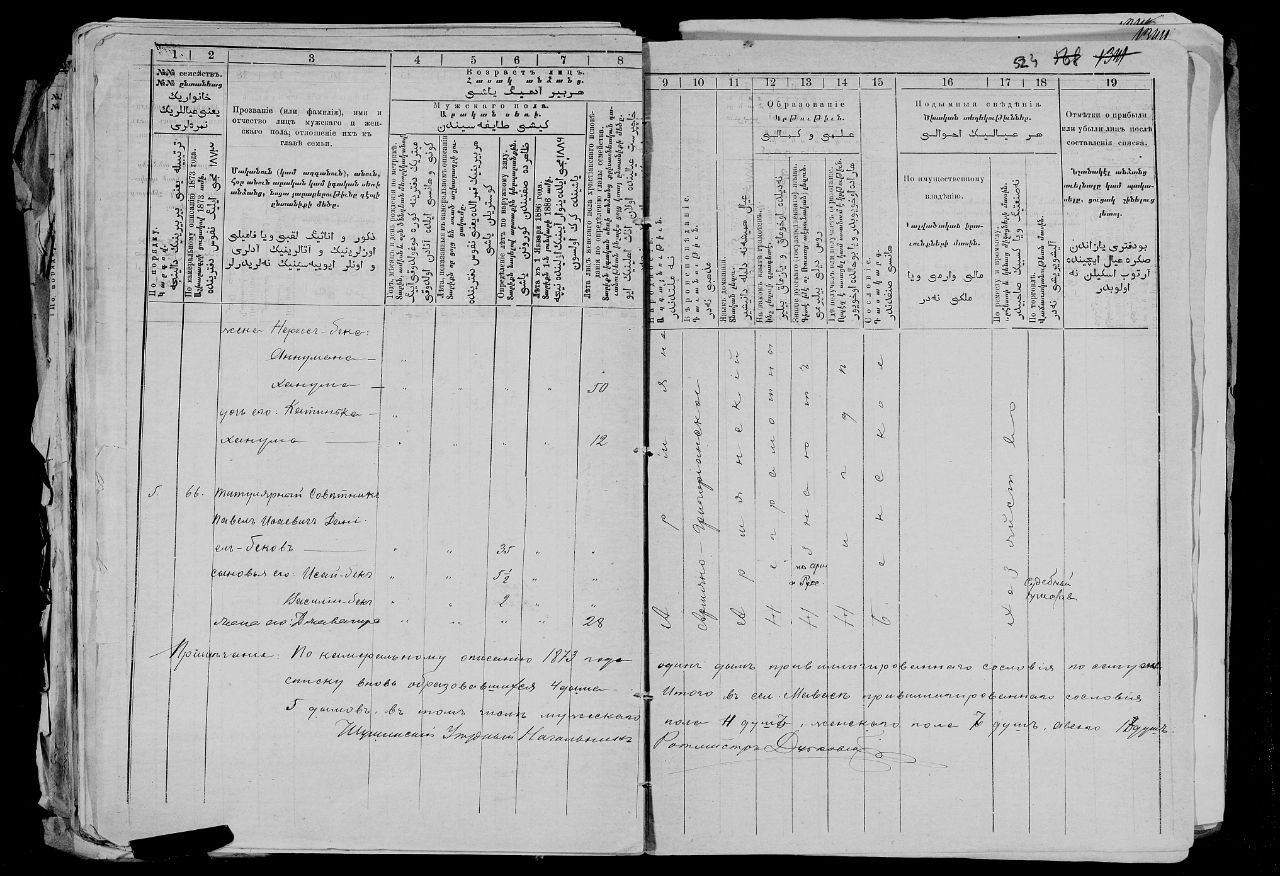
Посемейная перепись населения 2 1886 Мавас

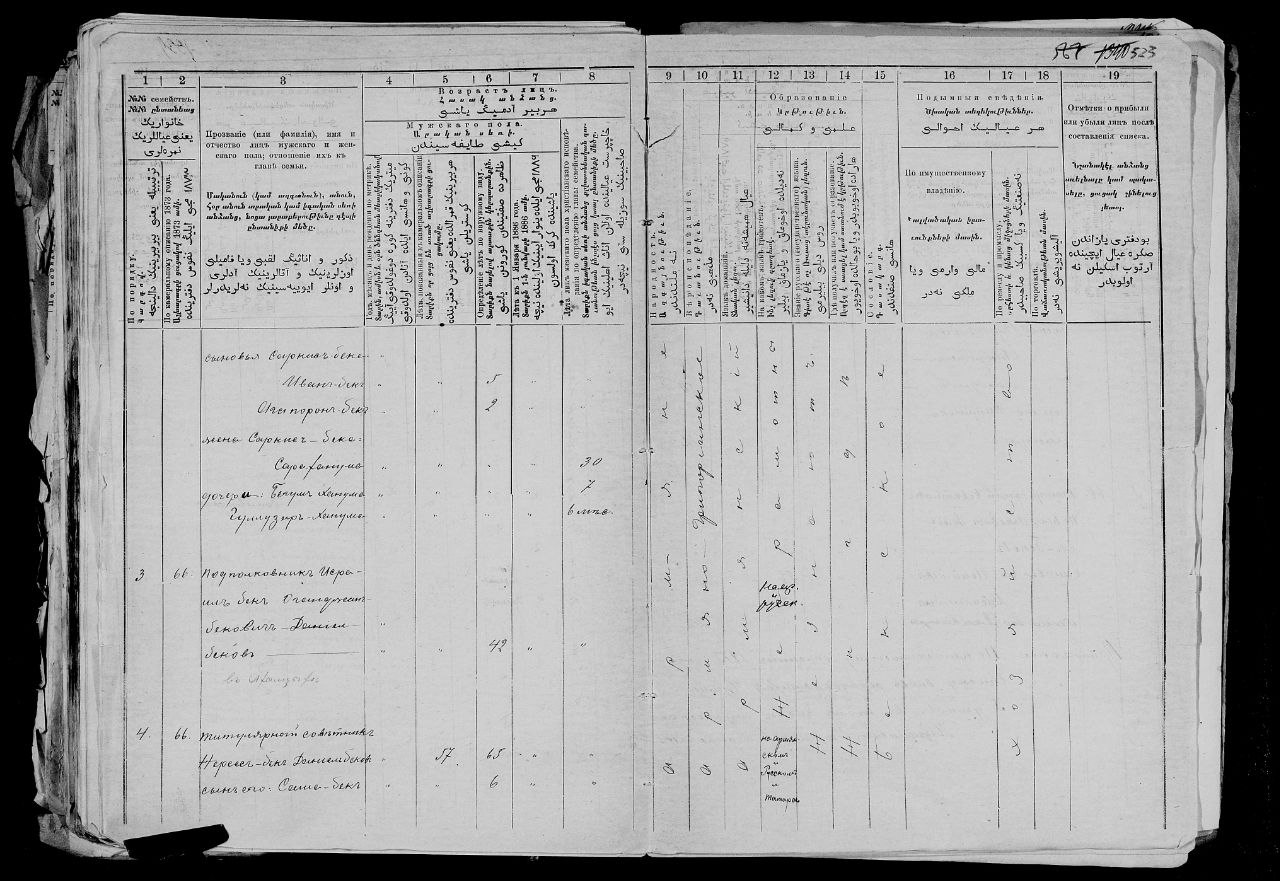
Посемейная перепись населения 3 1886 Мавас

До революции 1917г. село  Мавас было владением фамилии Даниель-Бек, которые частично, потом перебрались в Шушу
и разбрелись  посему миру.
В советский период село на 1977 год село Мавас входило в состав Краснобазарского посёлкового Совета Мартунинского района Нагорно-Карабахской автономной области (НКАО) Азербайджанской ССР.
Указом Президиума Верховного Совета Азербайджанской ССР от 28 сентября 1979 года было постановлено утвердить решение исполнительного комитета Совета народных депутатов Нагорно-Карабахской автономной области об исключении села Мавас из списка населённых пунктов Краснобазарского поселкового Совета Мартунинского района НКАО, как фактически несуществующее.
2 сентября 1991 года на совместной сессии Нагорно-Карабахского областного и Шаумяновского районного Советов народных депутатов была принята Декларация о провозглашении Нагорно-Карабахской Республики в границах Нагорно-Карабахской автономной области (НКАО) и сопредельного Шаумяновского района Азербайджанской ССР.
26 ноября 1991 года Верховный Совет Азербайджанский Республики принял Закон "Об упразднении Нагорно-Карабахской автономной области Азербайджанской Республики". В этом Законе было постановлено помимо упразднения Нагорно-Карабахской Автономной Области (НКАО), в том числе также и переименование Мартунинского района в Ходжаведский и включение района в число районов республиканского подчинения. В настоящее время территория села расположено в составе Ходжавендского района Азербайджана. Однако в настоящее время в административно-территориальном делении Азербайджанской Республики название этого населённого пункта отсутствует в составе Ходжавендского района.
В результате Карабахского конфликта, территория села в начале 1990-х годов попало под контроль непризнанной Нагорно-Карабахской Республики (НКР). Согласно административно-территориальному делению непризнанной республики территория села располагалась на территории Мартунинского района НКР.
Согласно Трёхстороннему Заявлению в ночь с 9 по 10 ноября 2020 года, подписанному по итогам Второй Карабахской войны, территория села перешла под контроль Российских миротворческих сил.
В результате боевых действий произведённых Вооружёнными Силами Азербайджана в Карабахе 19-20 сентября 2023 года, территория села была возвращена под контроль Азербайджана.

## Памятники истории и культуры

### Монастырь Мавас
Макар Бархударянц сообщал о том, что рядом с территорией бывшего ныне села Мавас, на высоких точках горного хребта на правой стороне долины Амарас находился монастырь Мавас (Мамас, Ерек Манкунк) XIII века с двумя столпами. Монастырь был воздвигнут на могилах четырёх мучеников, под алтарём имеются 4 могильные плиты. Это место являлось местом паломничества жителей окрестных сёл. Рядом с монастырём есть остатки келий монастырской братии. Сообщается также и о следах крепостных стен монастыря. От монастыря сохранились небольшая церковь, руины примыкающего к ней вестибюля и остатки фундаментных стен ряда светских построек. Церковь имеет интересную композицию: своды, колонны, апсиды, расширяющиеся внутрь проёмы окон, в ней два хачкара, мавзолей со сценой, четыре надгробия.
В руинах монастыря сохранились отдельные участки хачкаров, литографские фрагменты кладки. В конце 1960-х годов в церковном дворе стояла большая тёсаная каменная глыба, на передней части которой был высечен орёл с расправленными крыльями.